# Ziziphus jujuba

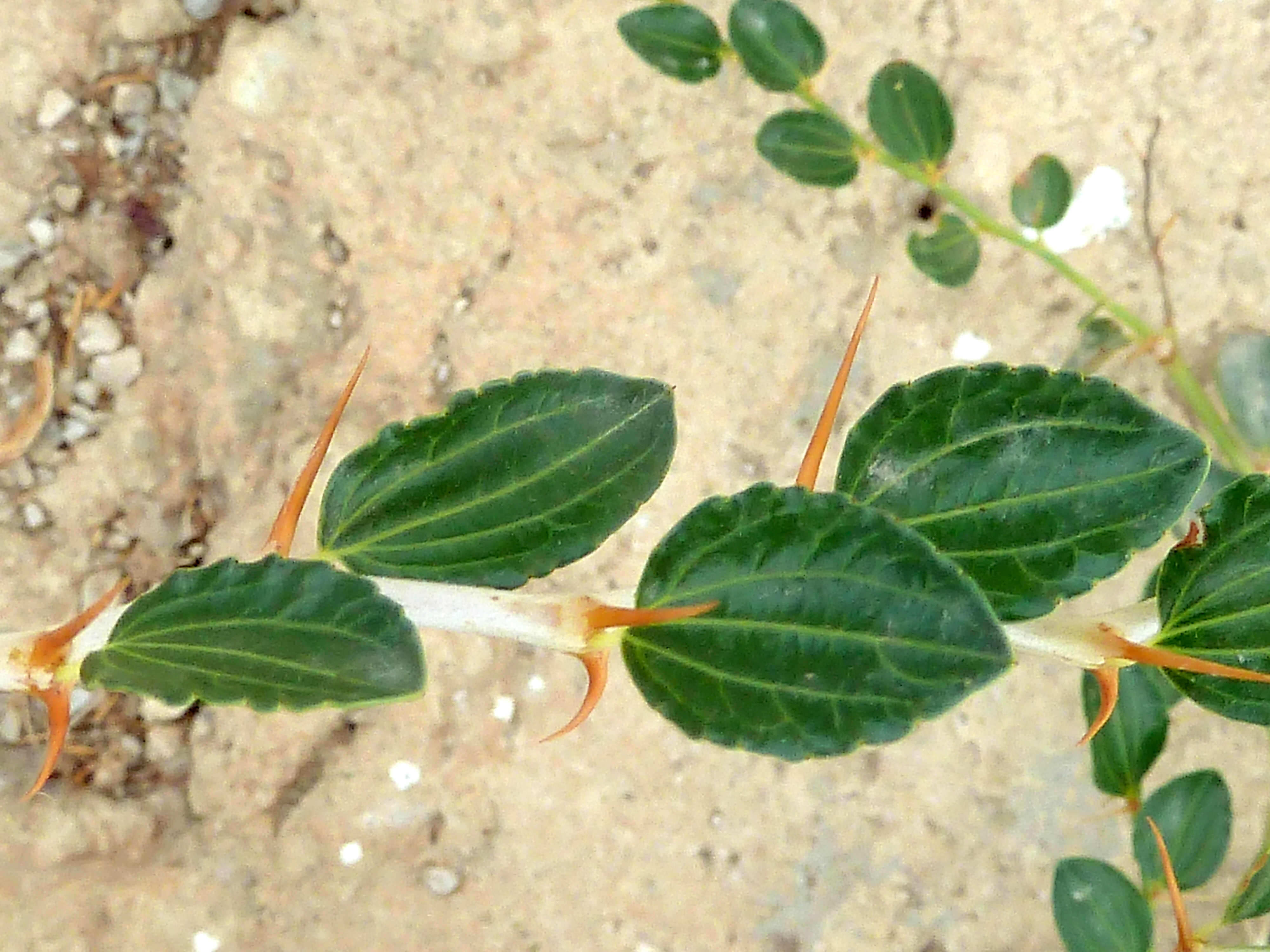
Hojas y espinas en una ramita joven

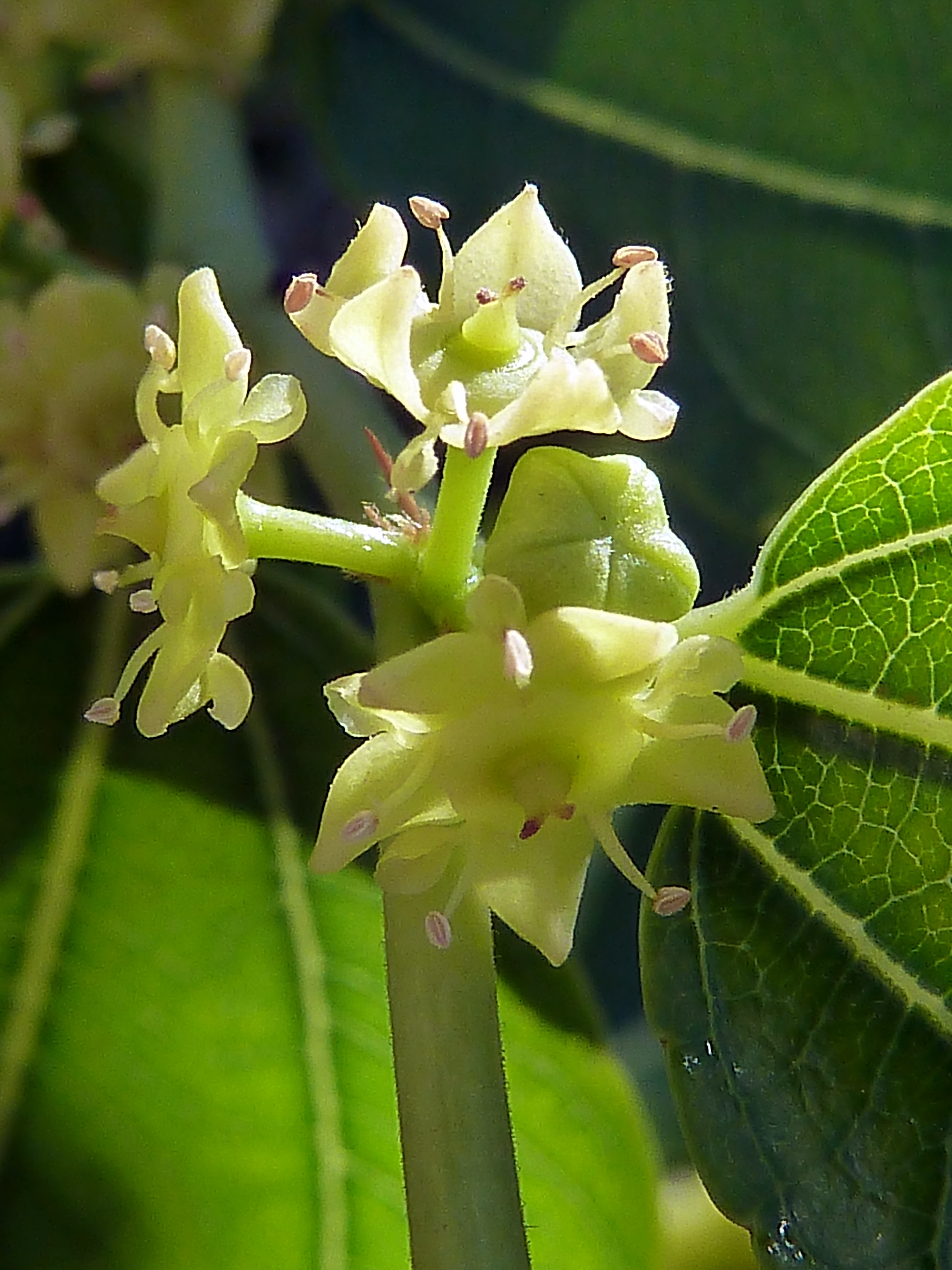
Inflorescencia

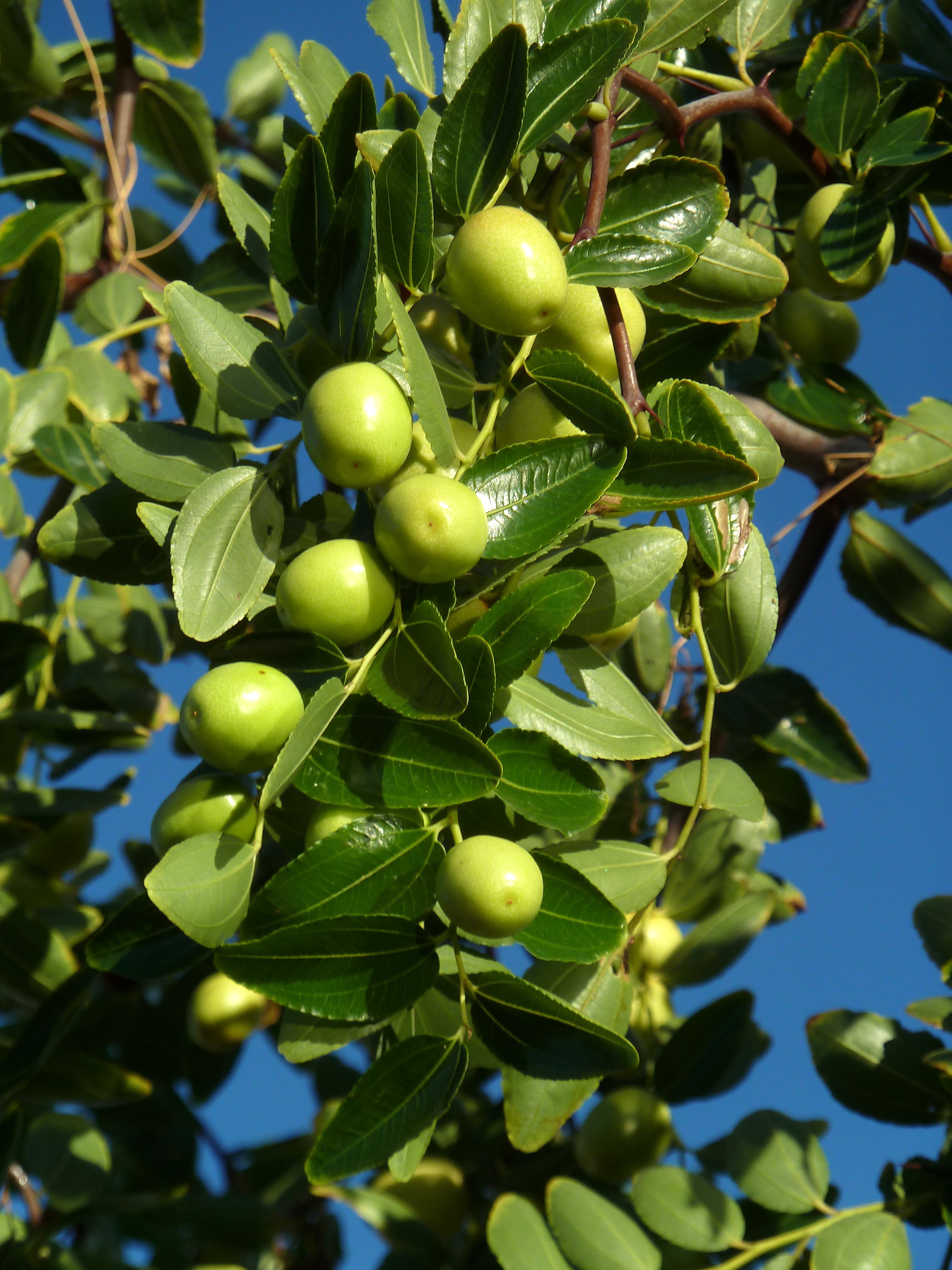
Frutos inmaduros in situ

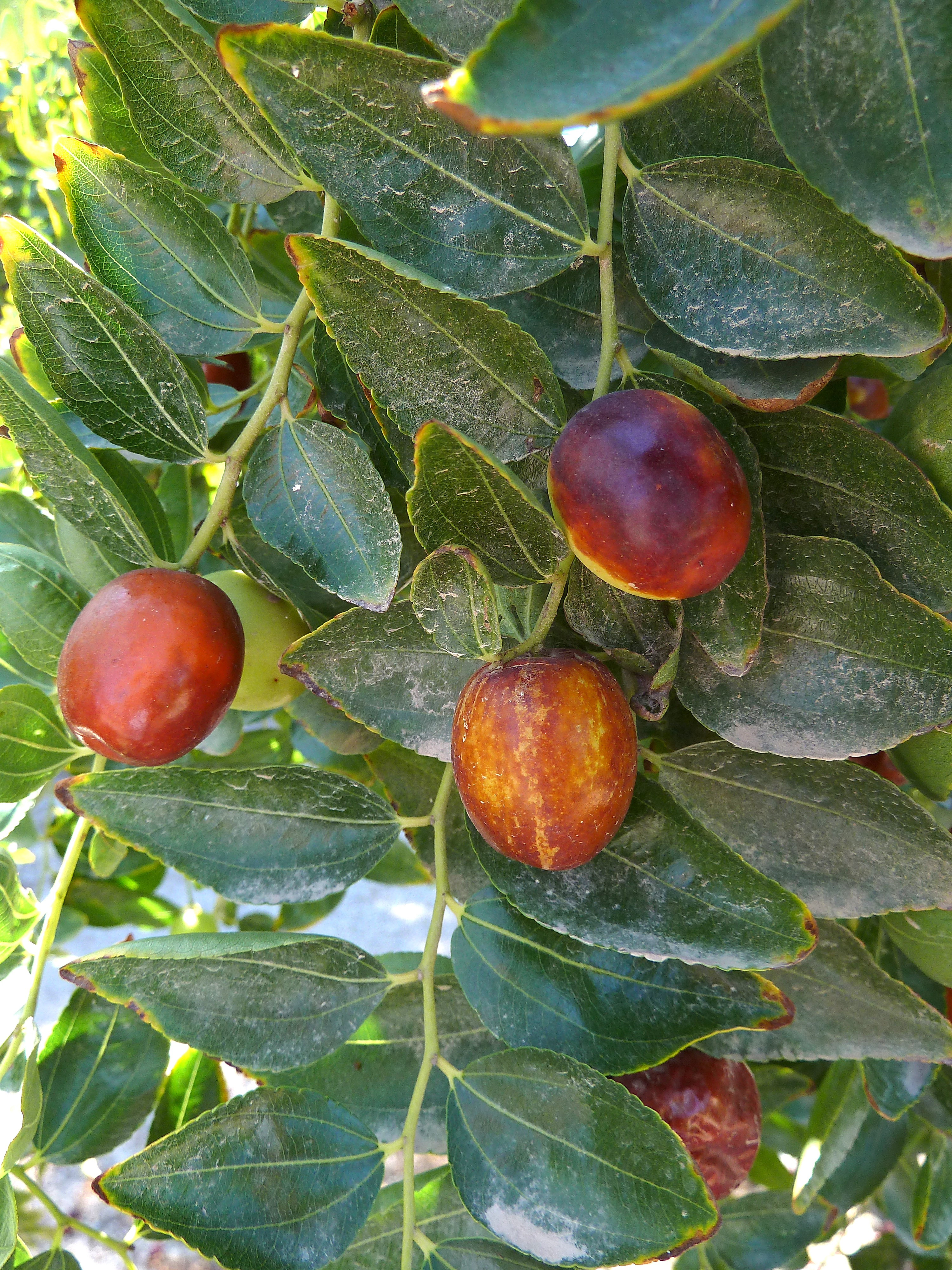
Frutos submaduros in situ

Ziziphus jujuba es una especie de planta arbórea del género Ziziphus en la familia Rhamnaceae.  Es conocida como jujube, jinjolero, jínjol, azufaifo, azofaifo, achufaifo,  entre otros nombres comunes.

## Descripción
Su tamaño depende directamente de la humedad que haya tenido el arbusto de porte arbóreo. Es una planta caducifolia que puede llegar a medir más de diez metros de altura, aunque habitualmente alcanza unos dos metros y medio de altura. El tronco es recto con bultos y corteza muy arrugada.
Posee hojas escasamente pecioladas, alternadas, coriáceas, de 2 a 7 cm de longitud, de forma oblonga a oval-lanceolada con el margen finamente dentado y el ápice agudo o redondeado. La hoja tiene tres nervios principales longitudinales y presenta dos estípulas espinosas en su base. Son color verde claro brillante con el haz de color verde brillante.
La ramificación es muy densa, y está dotada de fuertes espinas, como resultado de su adaptación natural para protegerse de los herbívoros. Presenta ramillas de color verdoso, zigzagueantes y colgantes.

### Flor
En el hemisferio norte florece entre abril y agosto. Las flores son pequeñas, poco llamativas, pentámeras, verdosas y situadas en grupos de dos o tres a lo largo de las ramas. Produce inflorescencias cimosas, de dos a cinco sobre un pequeño pedúnculo común a la axila de las hojas. Flores axilares de color amarillo verdoso de 3 a 4 mm de diámetro.

### Fruto
El fruto es el jujube, jínjol (jínjoles en plural), azufaifa o azofeifa, una drupa comestible con aspecto de oliva, de unos 2 o 3 cm de longitud, de forma elipsoidal o globosa, con una sola semilla. La piel del fruto es inicialmente de color verde claro y toma un color marrón rojizo cuando está maduro. Cuando está fresco, la pulpa es verde claro a amarillento pálido, de textura harinosa —parecida a la de la manzana— y dulzona. Existen variedades injertadas que producen frutos de 5 o 6 cm de longitud.
Se recolectan a finales de verano o principios de otoño. Son ricos en azúcares y mucílagos y con una importante cantidad de vitamina C por eso se han consumido por su valor nutritivo como una fruta, natural o desecada.

## Hábitat y distribución geográfica
Es un árbol originario del sur y este de Asia (China) y es cultivada en otras partes del mundo de clima tropical o templado, incluido España, por su fruto comestible.
También han proliferado algunos árboles en el noreste del estado de Coahuila y Durango, México.
Esta especie tolera una amplia gama de temperaturas y lluvias, aunque requiere veranos calurosos y suficiente agua para una fructificación aceptable. A diferencia de la mayoría de las otras especies del género, tolera inviernos bastante fríos, sobreviviendo a temperaturas de hasta -15 °C (5 °F).

## Usos
La madera del Ziziphus jujuba  se utiliza en Aragón, Cataluña, Comunidad Valenciana y Baleares para hacer instrumentos musicales como las grallas o dulzainas y las tenoras. 
En la Región de Murcia era usada por su especial sonoridad para la construcción de castañuelas y postizas.
En China, el fruto resultante del Ziziphus jujuba, también conocido como jujube, se deseca o se consume como una fruta seca; cuyo aspecto y sabor recuerda al dátil, por lo que se conoce también como "dátil" chino.

## Taxonomía
Ziziphus jujuba fue descrita por Philip Miller y publicado en The Gardeners Dictionary: . . . eighth edition, vol. 3, p. 718, 1768.
Etimología
- Zizyphus: prestado del latín zīzýphus, -i, de origen persa (zayzafun), a través del griego ζίζυφον.
- jujuba: del latín medieval jujuba, deformación de zīzýphus.[3]

Variedades aceptadas
- Ziziphus jujuba var. inermis (Bunge) Rehder
- Ziziphus jujuba f. lageniformis (Nakai) Kitag.
- Ziziphus jujuba var. spinosa (Bunge) Hu ex H.F.Chow

Sinonimia
- Paliurus mairei H.Lév.
- Rhamnus jujuba L.
- Rhamnus soporifera Lour.
- Rhamnus zizyphus L
- Ziziphus mauritiana Lam.
- Ziziphus mauritiana var. deserticola A.Chev.
- Ziziphus mauritiana var. muratiana (Maire) A.Chev.
- Ziziphus mauritiana subsp. orthacantha (DC.) A.Chev.
- Ziziphus mauritiana var. orthacantha (DC.) A.Chev.
- Ziziphus muratiana Maire
- Ziziphus nitida Roxb.
- Ziziphus orthacantha DC.
- Ziziphus poiretii G.Don
- Ziziphus rotundata DC.
- Ziziphus sativa Gaertn.
- Ziziphus sinensis Lam.
- Ziziphus soporifera (Lour.) Stokes
- Ziziphus tomentosa Poir.
- Ziziphus trinervia Roth
- Ziziphus vulgaris Lam.
- Ziziphus zizyphus (L.) H.Karst.
- Zizyphon jujubum St.-Lag.[4]

## Nombre común
- Castellano: azofaifa, azofaifo, azofeifo, azufaifa, azufaifas, azafaifa, achifaifa, achuchaizo, achuchaiza, azofeifa, azufaifo, azufeifo, chincho, gínjol, ginjolero, jijolero, jinjol, jínjol, jínjolera, jinjolero, Annab, jinjoles, jujuba, jujuyo, jocote coreano, míspero, zofaifo.[5]